# لی چینگنیان
لی چینگنیان (انگلیسی: Li Qingnian؛ زادهٔ ۲۳ مارس ۱۹۸۱)  تیرانداز اهل چین است. وی در بازی‌های المپیک تابستانی ۲۰۰۴ حضور داشته‌است.